# René Gutman
Pour les articles homonymes, voir Gutman.
René Gutman, né le 6 décembre 1950 à Rouen, est un rabbin français. Il exerce les fonctions de grand-rabbin de Strasbourg et du Bas-Rhin pendant trente ans (1987-2017).

## Biographie

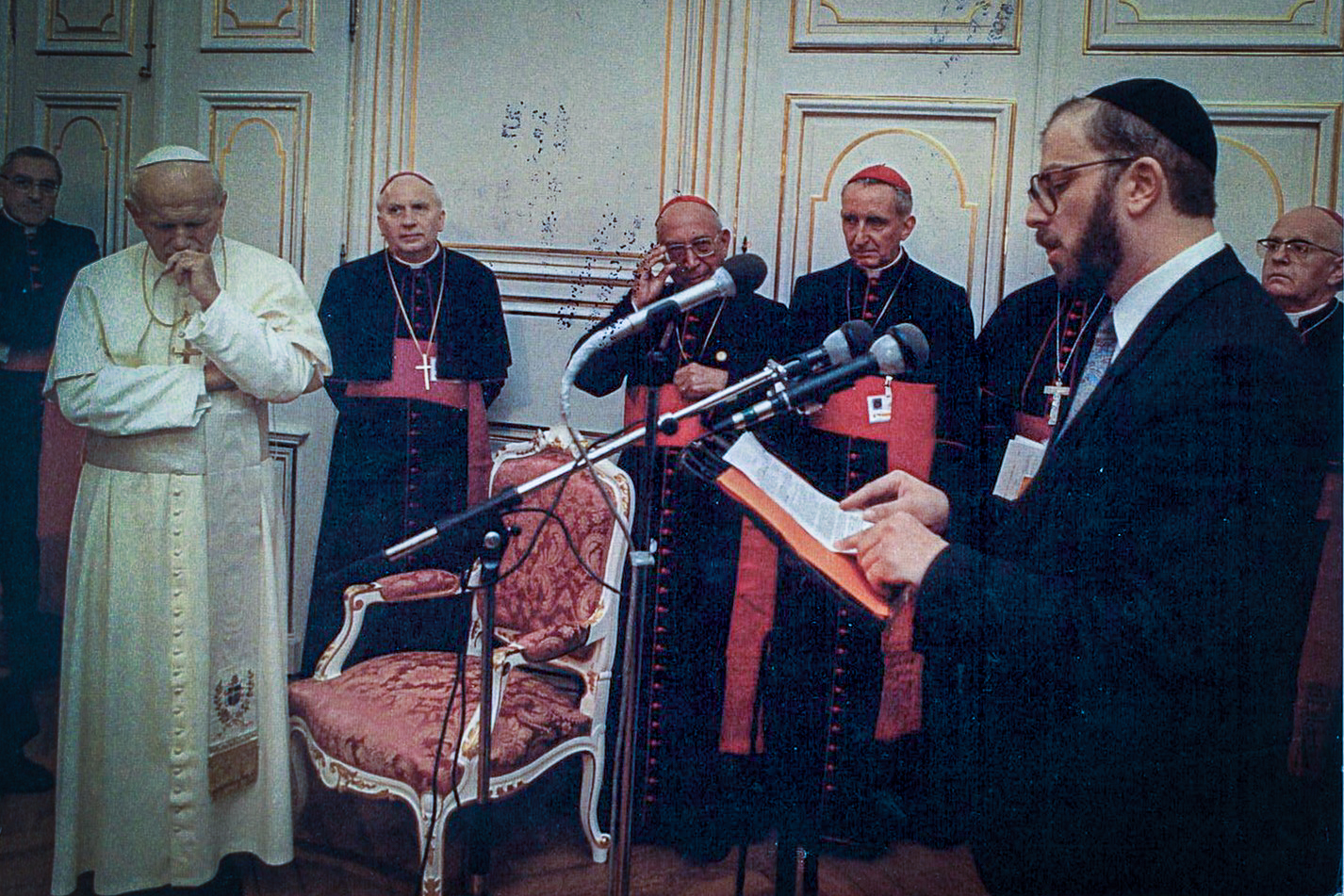
Visite du pape Jean-Paul II à Strasbourg en octobre 1988 : le cardinal Jean-Marie Lustiger, le pape Jean-Paul II, Mgr Charles-Amarin Brand, non identifié, le cardinal Roger Etchegaray, le grand-rabbin Gutman.

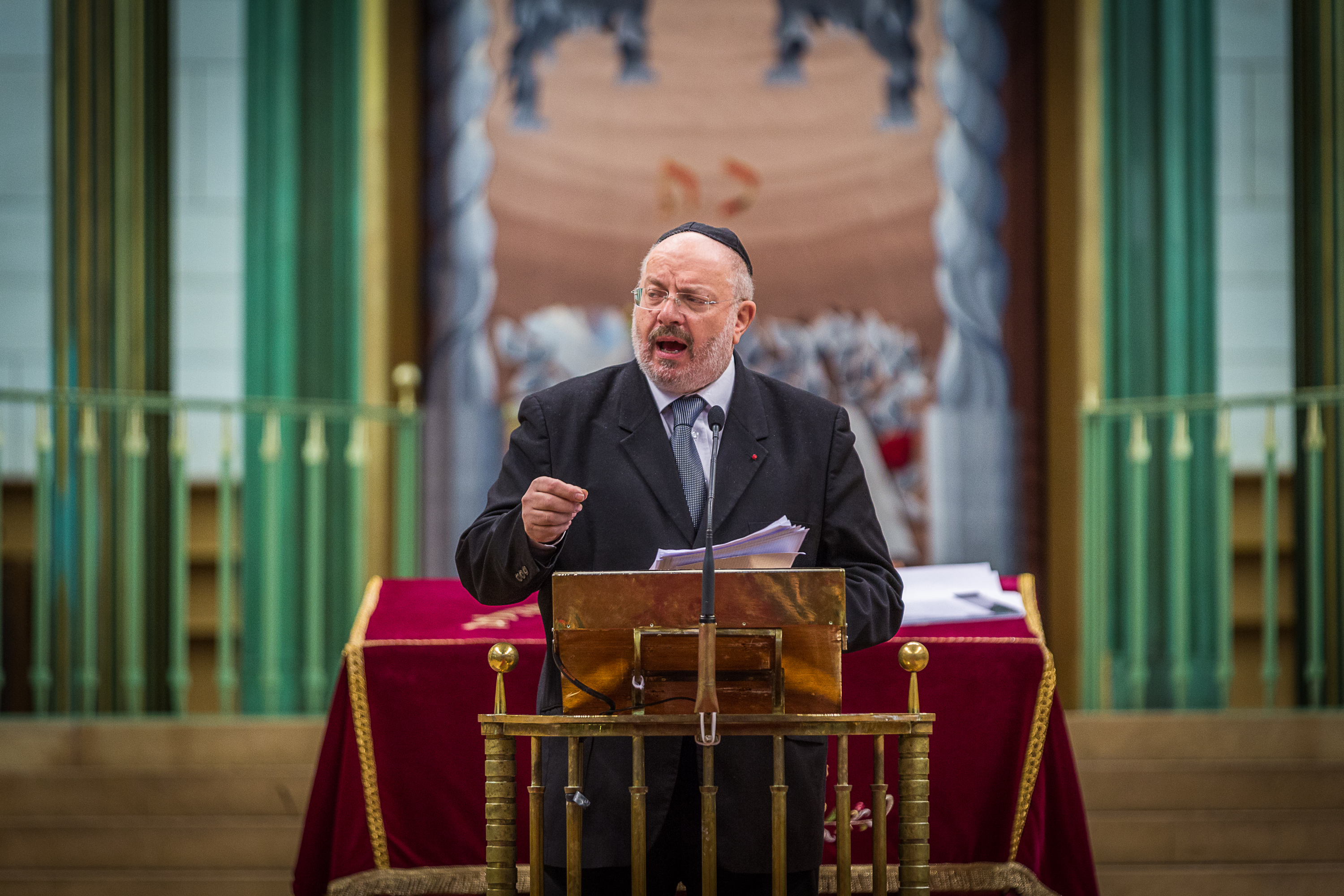
Le grand-rabbin Gutman en chaire à la synagogue de la Paix.

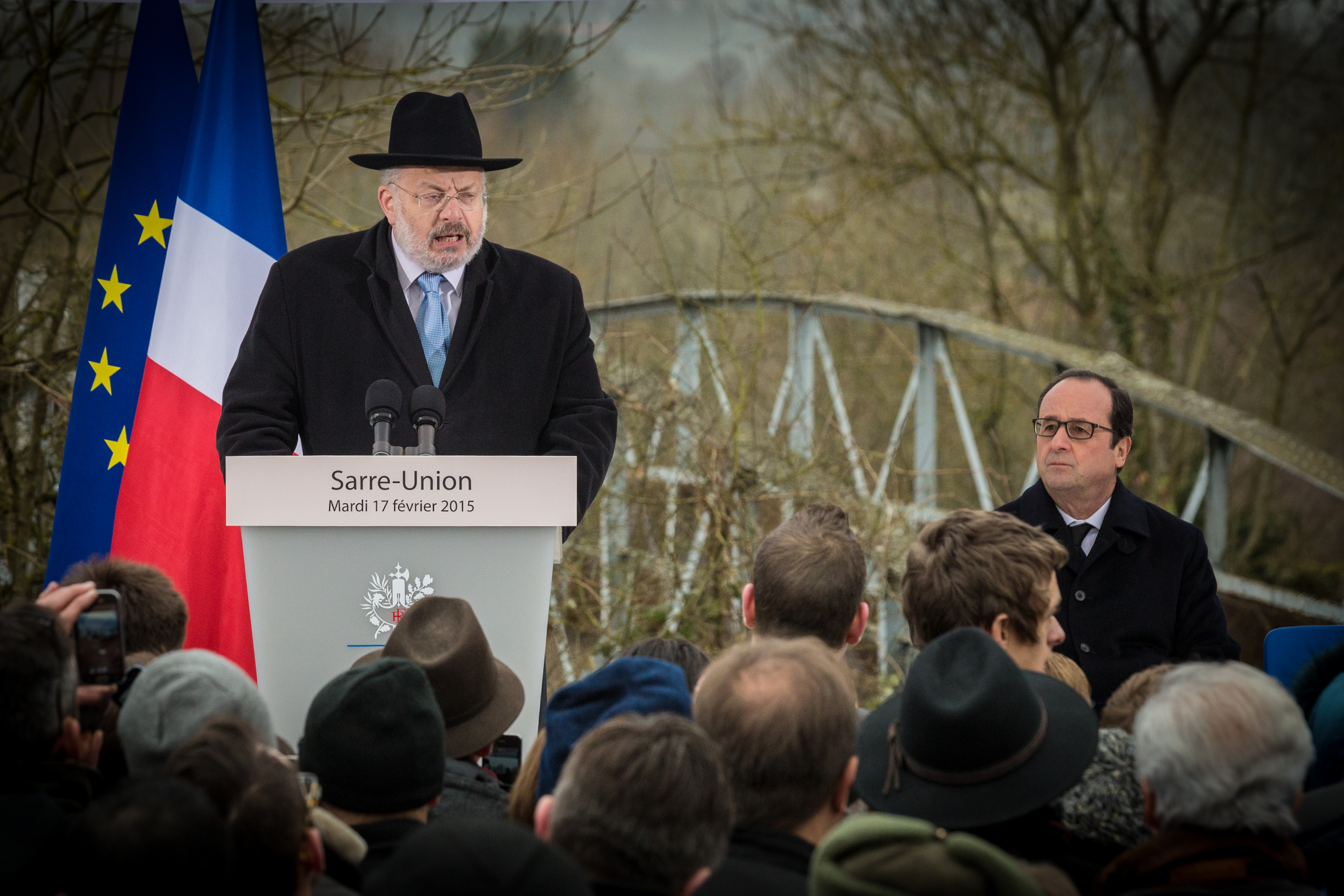
Le grand-rabbin Gutman interpelle le président Hollande après la profanation du cimetière de Sarre-Union en février 2015.

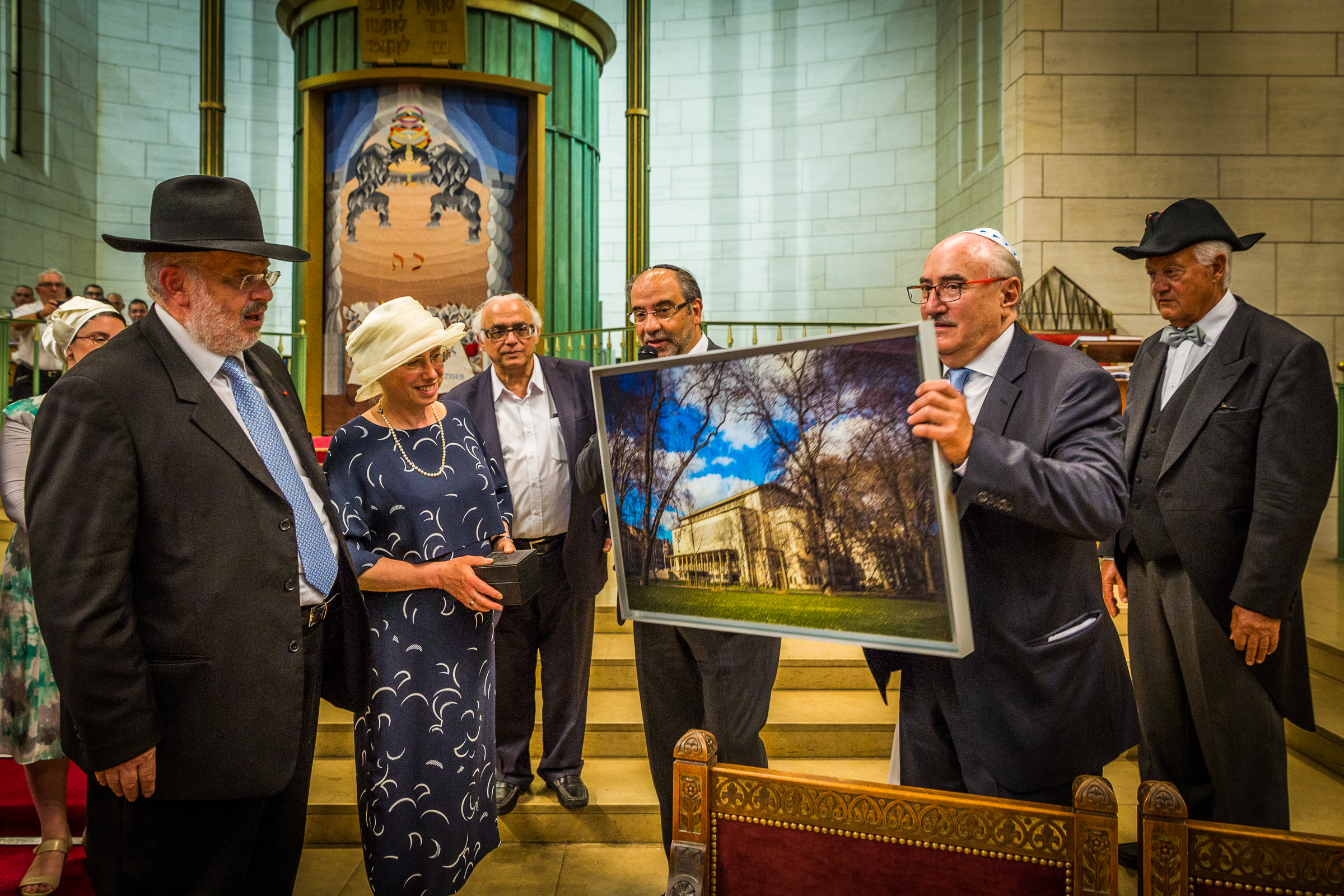
Cérémonie de départ à la retraite du grand-rabbin Gutman à la synagogue de la Paix le 25 juin 2017.

René Gutman fait ses études secondaires à Rouen, où son père, Alexandre Gutman (1914-1972) exerçe comme rabbin. Il étudie à la yechiva de Hébron à Jérusalem en Israël, puis  à l'INALCO et à Paris III (Sorbonne Nouvelle), ainsi qu'à l'EPHE (IVe section) où il soutient sa thèse de doctorat en sciences religieuses.
Au Séminaire israélite de France (SIF) à Paris, il suit une formation de rabbin et parallèlement des études universitaires. Il obtient son diplôme de rabbin en 1977 en remportant le prix du grand-rabbin Maurice Liber (1974) ainsi que le prix André-Weil trois années consécutives. C’est durant cette période qu’il se joint au mouvement de jeunesse religieux Yechouroun sous la direction de Henri et Liliane Ackermann, parmi plusieurs des futurs cadres du rabbinat français.
Il est successivement rabbin de Reims, Besançon, grand-rabbin de Bruxelles, de 1987 à 2017 grand-rabbin de Strasbourg et du Bas-Rhin, et membre du Comité permanent de la Conférence des rabbins européens (ONG)
Membre du Conseil scientifique du Forum européen de bioéthique et représentant permanent de la Conférence des rabbins européens auprès du Conseil de l'Europe (ONG).
Il participe également au dialogue inter-religieux (Religions for Peace, Hommes de parole, Congress of Leaders of World and Traditional Religions, Doha Interfaith Conference, Japan conference of Religious Representatives Projet Aladin de l'UNESCO.
Membre du Comité inter-religieux de la région Alsace, il reçoit avec Mgr Jean-Pierre Grallet, Driss Achayour  et Jean-François Collange en 2012, le prix Marcel-Rudloff de la Tolérance.
Depuis le 27 juin 2014, il est membre de la Commission de droit local d'Alsace-Moselle.
René Gutman prend sa retraite en août 2017,, et fait son alyah à Jérusalem. Le grand-rabbin Harold Abraham Weill lui succède à Strasbourg, le 10 septembre 2017.

## Vie privée
René Gutman est marié et père de quatre enfants. 

## Distinctions
- Officier de la Légion d'honneur (2008)[6]
- Officier de l'ordre national du Mérite[7].

## Publications
- Le Document fondateur du judaïsme français : les décisions doctrinales du Grand Sanhédrin 1806-1807, suivi de Joseph David Sintzheim et le Grand Sanhédrin de Napoléon, Strasbourg : Presses universitaires de Strasbourg, 2000  (ISBN 2-86820-168-7)
- La Mishna : Aboda Zara, édition Sefer, Paris 2001.
- Le Memorbuch, mémorial de la déportation et de la résistance du Bas-Rhin, éditions la Nuée bleue, Strasbourg, 2005.
- La loi du Seigneur est parfaite (Nahmanide, De la perfection de la loi, traduit de l’hébreu et présenté par René Gutman, suivi de Moshé Idel : Cabale, Halakhah et autorité spirituelle chez Nahmanide, éditions de l’Éclat, Paris, 2012.
- Luther, les juifs et nous, avec Marc Lienhard, Christian Albecker et Philippe Richert, Strasbourg, Vademecum, 2017, 58 p.
- Le livre de l'amélioration des qualités de l'âme. Salomon Ibn Gabirol.  La Louve, 2022.  (ISBN 9782916488950)